# Mymaromma
Mymaromma är ett släkte av steklar som beskrevs av Girault 1920. Mymaromma ingår i familjen bälgnacksteklar.
Släktet innehåller bara arten Mymaromma anomalum. Mymaromma är enda släktet i familjen Mymarommatidae.